# Армор (Јужна Дакота)
Армор (енгл. Armour) град је у америчкој савезној држави Јужна Дакота.

## Демографија
По попису из 2010. године број становника је 699, што је 83 (-10,6%) становника мање него 2000. године.
| Група             | 2000.       | 2010.       |
| Белци             | 764 (97,7%) | 668 (95,6%) |
| Афроамериканци    | 0 (0,0%)    | 0 (0,0%)    |
| Азијати           | 0 (0,0%)    | 2 (0,3%)    |
| Хиспаноамериканци | 5 (0,6%)    | 4 (0,6%)    |
| Укупно            | 782         | 699         |